# Rudi Bellmann
Rudi Bellmann (* 6. November 1919 in Lengefeld; † 6. Januar 2002) war ein Funktionär der SED in der DDR.

## Leben

### Zweiter Weltkrieg und Mitarbeiter des ZK
Der Sohn eines Arbeiters absolvierte nach dem Besuch einer Volksschule von 1934 bis 1937 eine Berufsausbildung zum Rechtsanwaltsgehilfen und Prozessagenten und trat anschließend als Soldat in die Wehrmacht ein. Während des Zweiten Weltkriegs geriet er 1944 in sowjetische Kriegsgefangenschaft, besuchte während dieser Zeit eine Antifa-Schule und wurde Mitglied im Nationalkomitee Freies Deutschland (NKFD).
Nach seiner Rückkehr nach Deutschland wurde er 1946 Mitglied der SED und war anschließend als Presselektor in der Deutschen Verwaltung für Volksbildung (DVV), ehe er zwischen 1947 und 1949 Leiter einer Abteilung in der Informationsverwaltung der Sowjetischen Militäradministration in Deutschland (SMAD) war. Nach Gründung der DDR wurde er 1949 zunächst Leiter der Abteilung Informationskontrolle im Amt für Information und Verlagswesen und dann Leiter der Abteilung Druckgenehmigung im Amt für Literatur und Verlagswesen.
Nachdem er von 1954 bis 1955 ein Studium an der Verwaltungsakademie „Edwin Hoernle“ in Weimar absolviert hatte, wurde er Mitarbeiter sowie später stellvertretender Leiter der Arbeitsgruppe Kirchenfragen beim ZK der SED. Ein Fernstudium der Philosophie an der Friedrich-Schiller-Universität Jena beendete er 1969 als Diplom-Philosoph und war in der Folgezeit mitverantwortlich für die von der Arbeitsgruppe und dem Staatssekretär für Kirchenfragen gemeinsam organisierten Lehrgänge für die Funktionäre für Kirchenfragen bei den Bezirksleitungen der SED und Referenten bei den Räten der Bezirke. Als stellvertretender Leiter der Arbeitsgruppe reiste er Ende März 1968 während des Prager Frühlings in die Tschechoslowakei, in der nach Darstellung des Sekretärs des ZK der Komunistická strana Československa (KSČ) Čestmír Císař eine Auseinandersetzung mit dem Vatikan notwendig sei, da es „Versuche der Renaissance der katholischen Kirche [gebe], denen begegnet werden müsse“.

### Arbeitsgruppenleiter für Kirchenfragen und Spitzengespräch 1978
1977 wurde Bellmann als Nachfolger von Willi Barth schließlich selbst Leiter der Arbeitsgruppe für Kirchenfragen beim ZK der SED und behielt diese Funktion bis zu seiner Ablösung im Jahr 1988 durch Peter Kraußer.

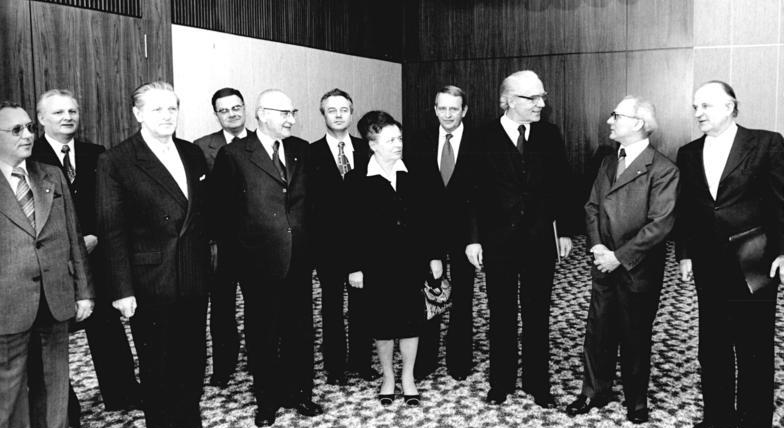
Der Generalsekretär des ZK der SED und Vorsitzende des Staatsrates der DDR, Erich Honecker (2.v.r.), empfing am 6. März 1978 den Vorstand der Konferenz der Evangelischen Kirchenleitungen in der DDR.
V. l. n. r.: Rudi Bellmann, Hermann Kalb, Siegfried Wahrmann, Heinz Eichler, Paul Verner, Manfred Stolpe, Christina Schultheiß, Kurt Domsch, Albrecht Schönherr und Werner Krusche

Während seiner Leitungstätigkeit nahm er am 6. März 1978 an einem Spitzengespräch zwischen der SED und der Evangelischen Kirche teil. Auf Seiten der SED gehörten dazu Erich Honecker, Paul Verner, Hermann Kalb sowie Bellmann, während auf Seiten der evangelischen Kirche Albrecht Schönherr, Werner Krusche, Kurt Domsch, Siegfried Wahrmann, Christina Schultheiß und Manfred Stolpe teilnahmen.
Schönherr war maßgeblich an der innerkirchlichen Verständigung auf die Formel „Kirche im Sozialismus“ („nicht gegen, nicht neben, sondern im Sozialismus“) beteiligt, die in Anlehnung an Bonhoeffer als „Kirche für andere“ interpretiert wurde. Das Treffen zwischen der von ihm geleiteten Delegation des Bundes der Evangelischen Kirchen in der DDR und dem Staatsratsvorsitzenden der DDR, Erich Honecker, am 6. März 1978 markierte die Wende zu einer moderateren Kirchenpolitik, die der evangelischen Kirche Autonomiegewinne im Gegenzug für Konfrontationsverzicht versprach. Schönherr hatte Anteil an der Trennung der Kirchen in der DDR von der EKD.
1978 war Bellmann maßgeblich beteiligt an der Planung der Gedenkveranstaltung zum 40. Jahrestag der sogenannten „Kristallnacht“, der Novemberpogrome 1938. Bellmann, der 1979 mit dem Vaterländischen Verdienstorden in Gold ausgezeichnet wurde, war außerdem Sekretär der auf Beschluss des Sekretariats des ZK der SED vom 29. September 1982 gebildeten und von Paul Verner geleiteten Arbeitsgruppe zur Koordinierung und Kontrolle der politischen Aktivitäten im Zusammenhang mit der Ehrung von Martin Luther im Jahr 1983. Nach der Erarbeitung einer Dokumentation über Juden in der DDR in den Jahren 1986 und 1987, war er in Zusammenarbeit mit den jüdischen Gemeinden an der Vorbereitung öffentlicher Gedenkveranstaltungen zum 45. Jahrestag der Wannseekonferenz beteiligt.

### Kontakte zu Manfred Stolpe
Im Laufe seiner Tätigkeit als Leiter der Arbeitsgruppe Kirchenfragen hatte Bellmann auch immer wieder weitere Kontakte zu Manfred Stolpe, dem später Kontakte zum Ministerium für Staatssicherheit vorgeworfen wurden. Bereits am 15. Dezember 1980 hatte Stolpe, zu der Zeit Leiter des Sekretariats des Bundes der Evangelischen Kirchen in der DDR, ausdrücklich versichert, die „evangelische Kirche werde sich durch niemanden in die Rolle einer politischen Reaktion drängen lassen“. Weiterhin führte Stolpe aus, dass Mitverantwortung von der Kirche „nur im Interesse der inneren Stabilisierung der DDR praktiziert und verstanden werden“ könne. Das Wichtigste, was Stolpe Bellmann in diesem Zusammenhang melden konnte, war die Position der Bischöfe zur Frage kirchlicher Reaktionen auf eine eventuelle militärische Intervention der Staaten des Warschauer Pakts in der Volksrepublik Polen: „Probleme in der Kirche wären unvermeidbar, wenn die Nationale Volksarmee eingreifen müsse. Es sei ein Unterschied, ob so etwas von Seiten der Sowjetunion geschehe oder von der DDR.“
1992 kam eine Protokollnotiz aus dem Jahr 1982 über ein Treffen Stolpes, dem damaligen Konsistorialpräsidenten der Ostregion der Evangelischen Kirche Berlin-Brandenburg sowie stellvertretenden Vorsitzenden des Bundes der Evangelischen Kirchen in der DDR und späterer brandenburgischer Ministerpräsident, mit Bellmann in Umlauf. Darin wird Stolpe mit den Worten zitiert, der Magdeburger Bischof Werner Krusche sei „zwar unberechenbar, aber von allen Seiten beeinflußbar“ – was Stolpe-Gegner als abfällige Bemerkung über den Oberhirten interpretierten. Diese Äußerung führte zur öffentlichen Kritik an Stolpe.
1983 erarbeitete Bellmann in Zusammenarbeit mit dem Ministerium für Staatssicherheit eine gemeinsame Konzeption zur weiteren Einflussnahme auf die Amtskirchen und zur Zurückdrängung der Friedenskreise.

## Veröffentlichungen
- Wegweiser zum Atheismus: Vom Jenseits zum Diesseits. Band 1, 1959.
- Militarismus und politischer Klerikalismus. Mitautor Willi Barth, Berlin 1961.